# Emergence (2023)
Pour les articles homonymes, voir Emergence.
Emergence (2022) est un Pay-per-view de catch (lutte professionnelle) produit par la promotion américaine Impact Wrestling. L'événement a eu lieu le 27 août 2023 au REBEL Entertainment Complex à Toronto (Ontario), au Canada. Il s'agit de la 4e édition de Emergence

## Contexte
Les spectacles d'Impact Wrestling sont constitués de matchs aux résultats prédéterminés par les scénaristes de la compagnie. Ces rencontres sont justifiées par des storylines – une rivalité entre catcheurs, la plupart du temps – ou par des qualifications survenues dans les shows. Tous les catcheurs possèdent un gimmick, c'est-à-dire qu'ils incarnent un personnage gentil (Face) ou méchant (Heel), qui évolue au fil des rencontres. Un événement comme Emergence est donc un événement tournant pour les différentes storylines en cours.

## Tableau des matchs
| Ordre par numéros | Résultat | Stipulation(s)                                                                   | Temps  |
| --- | --- | -------------------------------------------------------------------------------- | ------ |
| 1P | Dirty Dango (avec Alpha Bravo) bat Kevin Knight | Match simple                                                                     | 5:11   |
| 2P | Mike Bailey bat Alan Angels | Match simple                                                                     | 9:55   |
| 3P | JOYA (Joe Hendry et Yuya Uemura) battent The Good Hands (Jason Hotch et John Skyler) | Tag Team match                                                                   | 6:46   |
| 4 | Eric Young bat Deaner (avec Kon) | No Disqualification match                                                        | :13:12 |
| 5 | MK Ultra (Killer Kelly et Masha Slamovich) (c) bat The Death Dollz (Courtney Rush et Jessicka), Jody Threat, KiLynn King et SHAWntourage (Gisele Shaw et Savannah Evans) (avec Jai Vidal) | Fatal 4-Way Tag Team match pour les Impact Knockouts World Tag Team Championship | 9:07   |
| 6 | Kenny King (c) (avec Sheldon Jean) bat Johnny Swinger | Match simple pour le Impact Digital Media Championship                           | 7:12   |
| 7 | The Rascalz (Trey Miguel et Zachary Wentz) bat Subculture (Mark Andrews et Flash Morgan Wbester) (c) (avec Dani Luna)                                                                     | Tag Team match pour les Impact ! World Tag Team Championship                     | 18:03  |
| 8 | Eddie Edwards bat Frankie Kazarian | Back to School match                                                             | 4:36   |
| 9 | Sanada bat Jake Something | Match simple                                                                     | 13:13  |
| 10 | Bully Ray, Brian Myers, Lio Rush et Moose battent Josh Alexander et Time Machine (Alex Shelley, Chris Sabin et Kushida)                                                                   | 8-Man Tag Team match                                                             | 22:46  |
| 11 | Trinity (c) bat Deonna Purrazzo par soumission | Match simple pour le Impact Knockouts World Championship                         | 15:44  |
| La lettre C placée entre parenthèses désigne la personne ou l’équipe championne en titre. P – indique que le match a eu lieu lors du pré-show | |                                                                                  |        |